# 林沈中
沈中阿嬤（1930年2月19日—2013年6月21日），日本名美智子，漢名林沈中，臺灣花蓮縣秀林鄉太魯閣族人，臺籍慰安妇。

## 生平

### 山洞的青春
Iyang Apay出生於今日的花蓮秀林鄉。父名Peydang Habig，屬Btakan家族；母名Apay Robau，屬Swasan家族。雙親婚前分別居住在塔比多的不同的太魯閣族部落，經人介紹成婚配，之後遷到Mukibo部落（今秀林鄉榕樹社區）。1937年戰爭爆發，該部落中成為軍隊存放貨物的倉庫。警察命令部分原住民遷居他處。1941年，部落更被指定為營區，住民全部搬到銅門。她三位兄長全被徵召為高砂義勇隊遠赴南洋作戰。家中只剩下Iyang Apay和父母、祖父母。
1944年12月某天，銅門派出所主管帶著一名日本軍人到Iyang Apay家，對她爸媽說要讓她到軍中洗衣服、縫補軍衣等，工作時間從早上八點到下午五點，部隊供應午餐，沒有假日，但有事可以請假，月薪十圓。家裡無人敢反對。Iyang Apay每日赤腳走半小時抵達榕樹營區。一月後，一日負責管理十幾位原住民婦女的日本軍人成田（音似Narita）告訴女子們，從隔日開始要延長工作時間，宣稱因為擔心她們夜裡下班回家不安全，規定她們都要留在營區住宿，月薪依舊十圓。
第二天，Iyang Apay到了晚間和其他原住民婦女們一起被帶到一個大山洞。沒有衛兵站崗，也沒有電燈照明，洞裡很暗。成田要她們站在這兒等，說：「馬上會有人來。」不久，果然來了一名日軍將她帶進洞裡，先問問她工作的事，接著就開始動手動腳，最後強暴了她。換其他婦女逐一進到洞裡。幾乎無人不是低頭落淚回去休息所。
Iyang Apay被強暴後，請假在家休息多天，然後繼續被帶到山洞去滿足日軍的性需索。每晚平均一位婦女要接待一到三人，每次時間都很短。她們不像其他慰安所的慰安婦，根本沒有用保險套。營區的軍醫要她們萬一月經沒來，就要告訴他，然後要她們吃一種感覺很噁心的藥，也從未替她們做過身體檢查。她懷孕數次，每次都在不知情的狀況下繼續被帶進山洞，在大量流血之後流產。
1945年8月，大部分日軍都已經撤離，只有少數人還留在榕樹營區。部落的人當時已從銅門搬回榕樹，但多數人不知道日本已戰敗，更不曉得留下來的日軍是等船遣送回國。這些日軍每晚還是用車將原住民婦女載到福興營區，要她們陪酒、唱歌、跳舞、與姦淫。一直到1946年春，日軍完全撤離榕樹營區，Iyang Apay才有機會重新開始她的生活。

### 破碎的姻緣
Iyang Apay漢名取為「林沈中」，在戰後有四段不幸的婚姻。第一任丈夫也是太魯閣族人，小她一歲，由朋友介紹認識。剛開始的一、兩年，丈夫對她都很好，但後來聽說她曾當慰安婦後，這段婚姻只維持了三年。分手前，林沈中已有三個月身孕，但丈夫堅持離婚，她默然應允。
第二任丈夫是在花蓮作裁縫的閩南人，人英俊，戰時曾經當過臺籍日本兵，大她十歲。嫁過去時，她和前夫生的孩子已經三歲，他卻還是獨身。林沈中非常愛這任丈夫，為他生了二男一女，但為了逃避村人的閒言閒語，要求全家搬離花蓮到丈夫老家屏東潮州。但丈夫為了工作不肯搬離花蓮，因此意見不合分居。在分居期間丈夫有了外遇，她堅持離婚，四個孩子全歸她扶養。離婚沒多久，丈夫因病去世。
第三任丈夫是在木瓜山林場工作的安徽人，比她大十歲，這段婚姻維持十一年，丈夫因病早逝。
第四任丈夫是在榕樹營區當士官長的山東人，大她三歲，善作饅頭等麵食，但喜歡打麻將與找女人玩牌，與牌女發生關係。林沈中曾經懷孕，但卻自己打掉，丈夫知道後大發脾氣，後來協議離婚。
族人雷春芳與林沈中是好朋友，總是常在一起聊天，她們常將自己關在黑漆漆房子，將所有的門窗全部緊閉，不知在談什麼。後來，雷春芳的女兒高秀珠才知道雷、林兩人曾作過慰安婦。

### 遲暮的療傷
1996年，婦女救援基金會為臺灣慰安婦阿嬤們設立身心工作坊，以各種活動療癒她們的心靈。攝影師黃子明在2000年在日本東京舉行「2000年東京大審」開始拍攝慰安婦，印象最深的是沈中阿嬤曾說：「有時候，我覺得我人生已經結束了。」
沈中阿嬤年輕時喜歡跑步，老時腳力不如以往，她還是如此訴說著：「我要這樣一步一步走到日本，要求日本政府跟我道歉賠償。」此外，她也喜歡跳舞、演爆笑劇、喜歡養雞、看拳擊、喝藥酒。
2001年11月13與14日，沈中阿嬤與其他慰安婦阿嬤一起在苗栗縣泰安鄉虎山溫泉放天燈，她當時道：「每次參加活動都是我最快樂的事，我甚至一整晚都睡不著覺。每次看到所有阿嬤都建建康康的，我就覺得很快樂。」她不太懂國語，更完全不懂閩南語，所以和其他阿嬤語言不通，但在每次的聚會，總是帶動氣氛，拉一起其他阿嬤共舞。
2007年8月14日，沈中阿嬤、秀妹阿嬤、陳鴦阿嬤、滿妹阿嬤、寅嬌阿嬤等人一起到日本交流協會抗議，六十幾位遊行人群有阿嬤們的女兒、孫女，倖存者三代首次聯袂上街，民進黨立委黃淑英也來聲援。不願具名的阿嬤孫女們奮力搖晃著全球簽名的百納旗、用力揮舞著五顏色六色抗議旗，與韓國、德國、菲律賓、澳洲、加拿大、美國、荷蘭、印尼、香港等地聲援慰安婦阿嬤團體，在同一時間到各國日本大使館前進行參與慰安婦對日求償的全球行動日。
2008年，沈中阿嬤在秀林鄉銅門村的家中與其他族人接受政治大學的鄉野調查。同年12月23日，與滿妹阿嬤、秀妹阿嬤、陳鴦阿嬤、小桃阿嬤、秀鳳阿嬤、芳美阿嬤、寅嬌阿嬤參加婦援會的「阿嬤參觀總統府」。
「如果有來生，我要念書、找份穩定工作，好好規劃人生，希望可以當個郵差」83歲時的沈中阿嬤這樣道。婦援會獲得中華郵政花蓮壽豐郵局的協助，讓她達成小心願。2010年7月14日清晨七點多，沈中阿嬤穿上郵局量身訂做、繡著「林沈中」的郵差制服，精神飽滿、興奮地前往壽豐郵局，還有另外五名慰安婦阿嬤包了兩輛計程車趕來打氣並陪同送信。

郵局人員先讓沈中阿嬤了解及執行分揀、理信作業，然後要她在住家附近執行送信演練，騎出被她暱稱為「賓士」的電動三輪機車，跟在騎機車的真郵差身後，在豔陽天穿梭於村落間挨家挨戶送信。起初她有些緊張，唸著信封上的收件人姓名時不是很清楚，送過幾家後，開始有自信地大聲唸出收件人姓名。當她遇到一戶長者拒收電信局寄送的帳單時，還忍不住詢問對方為何拒收、不可能家裡沒電話；遇到一戶代收包裹的男子，為催促對方加速簽名，還跟對方開玩笑說：「裡面是美金。」結束後，郵局人員送給她一份阿嬤相片做成的客製化郵票，主圖是穿著綠衣人制服、站在郵差專屬綠色摩托車旁的她。

### 最末的紀錄
《蘆葦之歌》製作小組到花蓮要找沈中阿嬤時，一個小小的部落就是找不到其蹤影，製作小組只好到蘇花公路的海邊拍空景，因此片中很多空景都是因此而來。那刻，導演吳秀菁躺在沙灘上望著藍天，領悟到這是如何深的一個傷痛，對一個不能離開部落、終身都要在意別人眼光的八十幾歲阿嬤，她仍然懼怕的心。
當紀錄片拍攝膠著，吳秀菁夢見沈中阿嬤帶著兒女、年輕的孫子女們在燦爛的光線下，開心地被《蘆葦之歌》拍攝小組拍攝。醒來後吳秀菁開始禱告。三個月後，沈中阿嬤自己主動去教會，六個月後決定受洗。沈中阿嬤被身為基督徒的表姊一直鼓勵去教會，但直到前者經歷了大兒子的意外身亡，她才決定受洗。
受洗不久後沈中阿嬤就生病，吳秀菁送了教會詩歌的MP3讓其聽到生命的最後一刻。2013年6月沈中阿嬤因胰臟癌轉入安寧病房，20日家屬將她接回家，完成其最後的心願，21日清晨3時辭世，享壽83歲。